# Liste des musées du Hampshire
Cette liste des musées du Hampshire, Angleterre contient des musées qui sont définis dans ce contexte comme des institutions (y compris des organismes sans but lucratif, des entités gouvernementales et des entreprises privées) qui recueillent et soignent des objets d'intérêt culturel, artistique, scientifique ou historique. leurs collections ou expositions connexes disponibles pour la consultation publique. Sont également inclus les galeries d'art à but non lucratif et les galeries d'art universitaires. Les musées virtuels ne sont pas inclus.

## Musées
| Nom                                                | Image | Ville/City        | District              | Type              | Résumé |
| -------------------------------------------------- | ----- | ----------------- | --------------------- | ----------------- | --- |
| Aldershot Military Museum                          |       | Aldershot         | Rushmoor              | Militaire         | Histoire de British Army à Aldershot |
| Allen Gallery                                      |       | Alton             | East Hampshire        | Art               | website, collection de céramiques de poteries, de porcelaines et de carreaux anglais, continentaux et orientaux |
| Andover Museum                                     |       | Andover           | Test Valley           | Local             | site web : histoire locale (culture et industrie), histoire naturelle, archéologie, galeries d'art. |
| Army Physical Training Corps Museum                |       | Aldershot         | Rushmoor              | Militaire         | website, photos, matériel militaire et de gymnastique utilisé par le Army Physical Training Corps pour l’entraînement physique dans British Army |
| ArtSway                                            |       | Sway              | New Forest            | Art               | website, centre d'art visuel contemporain |
| Aspex Gallery                                      |       | Portsmouth        | Portsmouth            | Art               | Galerie d'art contemporain, située à Gunwharf Quays |
| Bargate Monument Gallery                           |       | Southampton       | Southampton           | Art               | website, galerie d'art contemporain |
| Basing House                                       |       | Old Basing        | Basingstoke and Deane | Maison historique | Vestiges du palais des Tudor, expositions d’archéologie de Basing House, vie sous les Tudor et l'époque Élisabéthaine à Basing, la Guerre Civile et la décadence de Basing                                                                               |
| Beaulieu                                           |       | Beaulieu          | New Forest            | Multiple          | Comprend l' entrée à Beaulieu Abbey, Beaulieu Palace House, National Motor Museum, World of Top Gear, James Bond Experience, Secret Army Exhibition, jardins                                                                                             |
| Beaulieu Abbey                                     |       | Beaulieu          | New Forest            | Religions         | Vestiges de l'abbaye cistercienne du XIIIe siècle |
| Beaulieu Palace House                              |       | Beaulieu          | New Forest            | Maison historique | Ancienne grande guérite de Beaulieu Abbey du XIIIe siècle avec ajouts victoriens, jardins |
| Breamore House                                     |       | Breamore          | New Forest            | Multiple          | Manoir élisabéthain connu pour ses peintures et ses meubles, Breamore Countryside Museum avec ses magasins et ses maisons en plein air, ses machines agricoles                                                                                           |
| Buckler's Hard                                     |       | Bucklers Hard     | New Forest            | Open air          | village géorgien du XVIIIe siècle, avec son musée maritime, ses cottages historiques, une histoire des constructions navales, des objets ayant appartenu à l'amiral Horatio Nelson, un rappel des précautions prises lors de la Seconde Guerre mondiale. |
| Bursledon Brickworks Industrial Museum             |       | Bursledon         | Eastleigh             | Industrie         | website, pavillons en brique de l'ère Victorienne, abritant des machines à vapeur, certaines en état de marche... |
| Bursledon Windmill                                 |       | Bursledon         | Eastleigh             | Mill              | Moulin des débuts du XIXe siècle. |
| Butser Ancient Farm                                |       | Petersfield       | East Hampshire        | Agriculture       | Reconstitution d'une ferme de l'Age du Fer avec ses huttes celtiques et une villa romaine |
| Charles Dickens Birthplace Museum                  |       | Portsmouth        | Portsmouth            | Maison historique | Maison du début du XIXe siècle où l'écrivain Charles Dickens est né |
| Chawton House                                      |       | Chawton           | East Hampshire        | Maison historique | Manoir et jardin élisabéthains restaurés , où réside le frère de l'auteur Jane Austen, Edward Austen Knight, abritant la Chawton House Library et le Centre d'étude de l'écriture de femmes de l'anglais ancien, de 1600 à 1830                          |
| Cumberland House Natural History Museum            |       | Southsea          | Portsmouth            | Histoire naturel  | website, également connu sous le nom de Portsmouth Natural History Museum, faune rencontrée dans les rives locales, les marais, les bois et les zones urbaines, expositions géologiques, maison des papillons saisonnière                                |
| Curtis Museum                                      |       | Alton             | East Hampshire        | Local             | Histoire locale, outils préhistoriques, artefacts et quincaillerie des périodes romaine et saxonne |
| D-Day Museum                                       |       | Southsea          | Portsmouth            | Militaire         | Historique de l'Operation Overlord lors du débarquement du D-Day en Normandie, avec la Overlord embroidery |
| Eastleigh Museum                                   |       | Bursledon         | Eastleigh             | Local             | website, Histoire locale, culture, maison reconstituée des années 1930, chemins de fer |
| Eastney Beam Engine House                          |       | Portsmouth        | Portsmouth            | Technologie       | Maison de pompage d'égouts victorienne avec deux 150 hp James Watt & Co. beam engines |
| Eling Tide Mill                                    |       | Eling             | New Forest            | Mill              | Moulin à marée avec roue à aubes remontant au Moyen Âge |
| Emsworth Museum                                    |       | Emsworth          | Havant                | Local             | website, histoire locale, patrimoine maritime, culture, auteur P.G. Wodehouse |
| Explosion! Museum of Naval Firepower               |       | Gosport           | Gosport               | Militaire         | Histoire de l'artillerie de marine, depuis la poudre noire à nos jours |
| Farnborough Air Sciences Trust Museum              |       | Farnborough       | Rushmoor              | Aviation          | Avions historiques, jet engines et helicopter rotors, modèles de recherche du Concorde, démonstrations de soufflerie en fonctionnement , histoire et science de l'aviation civile et militaire                                                           |
| Flora Twort Gallery                                |       | Petersfield       | East Hampshire        | Art               | Œuvres de l'artiste locale Flora Twort, costumes historiques, expositions temporaires d'art local |
| Fordingbridge Museum                               |       | Fordingbridge     | New Forest            | Archéologie       | website, histoire locale, culture, artiste Augustus John, |
| Fort Brockhurst                                    |       | Gosport           | Gosport               | Militaire         | Exploité par English Heritage, fort datant du milieu du XIXe siècle avec des expositions de pierres, de textiles, de bijoux et de meubles de nombreuses époques de leurs collections.                                                                    |
| Fort Nelson                                        |       | Boarhunt          | City of Winchester    | Militaire         | Fort des années 1860, comprend la collection d' artillerie du Royal Armouries |
| Furzey Gardens                                     |       | Minstead          | New Forest            | Multiple          | website, jardins, galerie d'art, chaumière restaurée du XVIe siècle |
| Genesis Expo                                       |       | Portsmouth        | Portsmouth            | Religions         | Affichage de science de la création de dinosaures et dioramas |
| Gilbert White's House                              |       | Selborne          | East Hampshire        | Maison historique | website, maison et jardin du naturaliste Gilbert White, ainsi que les collections Oates sur l' explorateur Antarctique Lawrence Oates et son oncle explorateur Frank Oates, exposition d'oiseaux d'Amérique centrale                                     |
| Gosport Discovery Centre                           |       | Gosport           | Gosport               | Multiple          | website, bibliothèque locale, musée d'histoire locale, géologie, histoire locale, patrimoine maritime et militaire, culture, galerie d'art |
| The Gurkha Museum                                  |       | Winchester        | City of Winchester    | Militaire         | Histoire et souvenirs du service rendu à la couronne britannique par Gurkha , qui fait partie des musées militaires de Winchester |
| Highclere Castle                                   |       | Newbury           | Basingstoke and Deane | Maison historique | Grande maison de campagne élisabéthaine, parc conçu par Capability Brown, présentant des artefacts égyptiens du 5e comte de Carnarvon |
| Hinton Ampner                                      |       | Bramdean          | City of Winchester    | Maison historique | Exploité par le National Trust, maison de campagne connue pour ses jardins du début du XXe siècle, sa collection de meubles géorgiens et de style Régence, ses tableaux et objets d'art italiens                                                         |
| Hollycombe Steam Collection                        |       | Liphook           | East Hampshire        | Multiple          | Collection de véhicules à vapeur, manèges, une ferme d'exposition et trois chemins de fer |
| HorsePower: The Museum of the King's Royal Hussars |       | Winchester        | City of Winchester    | Militaire         | Histoire et souvenirs des King's Royal Hussars, faisant partie des musées militaires de Winchester |
| Hovercraft Museum                                  |       | Lee-on-the-Solent | Gosport               | Transport         | Hovercraft véhicules |
| Hurst Castle                                       |       | Milford on Sea    | New Forest            | Militaire         | L' un des Device Forts d'Henry VIII, les fonctions musée des phares, des batteries d'armes à feu côtières et de searchlights la Seconde Guerre mondiale , des expositions militaires                                                                     |
| Jane Austen's House Museum                         |       | Chawton           | East Hampshire        | Maison historique | Maison du XVIIe siècle où l'auteur Jane Austen a écrit Mansfield Park, Emma and Persuasion |
| John Hansard Gallery                               |       | Southampton       | Southampton           | Art               | Partie de l'University of Southampton, galerie d'art visuel contemporain |
| Little Woodham                                     |       | Rowner            | Gosport               | Living            | Village rural recréé du milieu du XVIIe siècle |
| Manor Farm Country Park                            |       | Bursledon         | Eastleigh             | Living            | Ferme d'époque victorienne, salle de classe, atelier de charrue, forge et église du XIIIe siècle |
| Medieval Merchant's House                          |       | Southampton       | Southampton           | Maison historique | Géré par l'English Heritage, maison de marchand du XIVe siècle |
| Milestones Museum                                  |       | Basingstoke       | Basingstoke and Deane | Living            | Réseau couvert recréé de rues et boutiques victoriennes et des années 1930, ferme, véhicules Thornycroft, matériel agricole et à vapeur |
| Mottisfont Abbey                                   |       | Mottisfont        | Test Valley           | Maison historique | Géré par le National Trust, il comprend les vestiges gothiques du prieuré augustin du XIIIe siècle avec une collection d'art du XXe siècle et de jardins                                                                                                 |
| Museum of Army Flying                              |       | Stockbridge       | Test Valley           | Militaire         | Histoire du vol dans British Army |
| Museum of the Iron Age                             |       | Andover           | Test Valley           | Archéologie       | website, artefacts et récréations du Danbury hill fort |
| Museum of Army Chaplaincy                          |       | Amport            | Test Valley           | Militaire         | Situé à Amport House, histoire et souvenirs du Royal Army Chaplains' Department |
| Museum of the Adjutant General's Corps             |       | Winchester        | City of Winchester    | Militaire         | Histoire et souvenirs du corps de l'Adjutant General's Corps, qui fait partie des musées militaires de Winchester |
| National Motor Museum                              |       | Beaulieu          | New Forest            | Transport         | Automobiles, motos, garage des années 1930, histoire et souvenirs automobiles, World of Top Gear, James Bond Experience, autres véhicules de cinéma |
| New Forest Centre                                  |       | Lyndhurst         | New Forest            | Multiple          | website, comprend le musée New Forest avec des expositions sur l'histoire locale, l'histoire naturelle, la culture, la géologie et l' histoire locale du parc New Forest;                                                                                |
| Petersfield Museum                                 |       | Petersfield       | East Hampshire        | Local             | Histoire locale, culture |
| Portchester Castle                                 |       | Portchester       | Fareham               | Histoire          | Exploité par l'English Heritage, vestiges d'un château médiéval et d'un ancien fort romain, expositions sur l'histoire du château, du village de Portchester et d'objets récupérés                                                                       |
| Portsmouth City Museum                             |       | Portsmouth        | Portsmouth            | Multiple          | Histoire locale, culture, expositions d'époque, la vie de l'auteur Arthur Conan Doyle et la création de Sherlock Holmes, beaux-arts et arts décoratifs, galerie d'art                                                                                    |
| Portsmouth Historic Dockyard                       |       | Portsmouth        | Portsmouth            | Maritime          | Comprend le National Museum of the Royal Navy Portsmouth, HMS Victory, HMS Warrior, Mary Rose Museum, Dockyard Apprentice Exhibition, Trafalgar Experience, Trafalgar Sail                                                                               |
| Rockbourne Roman Villa and Museum                  |       | Rockbourne        | New Forest            | Archéologie       | Villa romaine excavée et musée avec objets récupérés |
| Royal Green Jackets Museum                         |       | Winchester        | City of Winchester    | Militaire         | Histoire et souvenirs du Royal Green Jackets regiment, faisant partie des musées militaires de Winchester Museums |
| Royal Hampshire Regiment Museum                    |       | Winchester        | City of Winchester    | Militaire         | Histoire et souvenirs du Royal Hampshire Regiment, faisant partie des musées militaires de WinchesterMuseums |
| Royal Marines Museum                               |       | Portsmouth        | Portsmouth            | Militaire         | Histoire des Royal Marines |
| Royal Military Police Museum                       |       | Southwick         | City of Winchester    | Police            | website, histoire de la Royal Military Police, ouvert uniquement sur rendez-vous |
| Royal Navy Submarine Museum                        |       | Gosport           | Gosport               | Militaire         | Histoire internationale du développement du sous-marin |
| Sammy Miller Motorcycle Museum                     |       | New Milton        | New Forest            | Transport         | Motos restaurées |
| Sandham Memorial Chapel                            |       | Burghclere        | Basingstoke and Deane | Art               | Exploité par le the National Trust, il présente des peintures à grande échelle du célèbre artiste Stanley Spencer qui reflètent ses expériences de la Première Guerre mondiale.                                                                          |
| SeaCity Museum                                     |       | Southampton       | Southampton           | Multiple          | Histoire locale, archéologie, exposition permanente sur le Titanic |
| Solent Sky                                         |       | Southampton       | Southampton           | Transport         | Histoire de l’aviation à Southampton, dans le détroit de Solent et le Hampshire, mettant l'accent sur Supermarine aircraft co. |
| Southampton City Art Gallery                       |       | Southampton       | Southampton           | Art               | La collection couvre six siècles d'histoire de l'art européen |
| Southsea Castle                                    |       | Portsmouth        | Portsmouth            | Militaire         | L' un des Device Forts d'Henry VIII |
| Southwick House                                    |       | Southwick         | City of Winchester    | Militaire         | Site important pour la planification des opérations du D-Day operations, ouvert uniquement sur rendez-vous |
| The Spring Arts & Heritage Centre                  |       | Havant            | Havant                | Multiple          | website, centre des arts, expositions sur l'histoire et la culture locales |
| St. Barbe Museum & Art Gallery                     |       | Lymington         | New Forest            | Multiple          | website, histoire maritime locale et côtière, y compris contrebandiers, salificateurs et constructeurs de bateaux, galerie d'art |
| Stansted House                                     |       | Rowland's Castle  | East Hampshire        | Maison historique | Situé à la frontière du Hampshire/West Sussex maison de campagne et chapelle édouardienne du début du XXe siècle |
| Stratfield Saye House                              |       | Stratfield Saye   | Basingstoke and Deane | Multiple          | Maison de domaine historique avec des peintures et des collections de meubles, demeure des ducs de Wellington depuis 1817, exposition d'objets d'art militaire et de l'histoire d'Arthur Wellesley, 1er duc de Wellington                                |
| Totton and Eling Heritage Centre                   |       | Eling             | New Forest            | Local             | website, histoire locale, culture |
| Tudor House and Garden                             |       | Southampton       | Southampton           | Maison historique | Maison de style Tudor datant du XIIe siècle |
| The Vyne                                           |       | Sherborne St John | Basingstoke and Deane | Maison historique | Exploité par le National Trust, une maison de campagne du XVIe siècle offrant un mélange éclectique de mobilier raffiné, de portraits, de textiles et de sculptures de plus de trois siècles, de jardins                                                 |
| Westbury Manor Museum                              |       | Fareham           | Fareham               | Local             | Histoire locale, culture |
| Westgate Museum                                    |       | Winchester        | City of Winchester    | Militaire         | website, porte médiévale fortifiée de la ville, utilisée plus tard comme prison et prison du débiteur, présente une collection de poids et mesures pré-impériaux                                                                                         |
| Whitchurch Silk Mill                               |       | Whitchurch        | Basingstoke and Deane | Industrie         | Ancienne usine textile à roue hydraulique |
| Willis Museum                                      |       | Basingstoke       | Basingstoke and Deane | Local             | website, histoire locale, galerie d'art |
| Winchester Castle                                  |       | Winchester        | City of Winchester    | Maison historique | Comprend la grande salle, une salle du XIIIe siècle et une table ronde médiévale |
| Winchester Cathedral                               |       | Winchester        | City of Winchester    | Religions         | Comprend des bibles historiques, de l'art et des artefacts |
| Winchester City Mill                               |       | Winchester        | City of Winchester    | Mill              | Exploité par le National Trust, moulin à eau restauré |
| Winchester City Museum                             |       | Winchester        | City of Winchester    | Local             | website, histoire locale, archéologie, boutiques victoriennes et édouardiennes reconstituées |
| Winchester Discovery Centre                        |       | Winchester        | City of Winchester    | Multiple          | website, bibliothèque de la ville avec des galeries pour l'histoire locale, la culture, l'art |
| Winchester Science Centre                          |       | Winchester        | City of Winchester    | Science           | Centre interactif interactif de science et technologie, planétarium |
| Winchester's Military Museums                      |       | Winchester        | City of Winchester    | Militaire         | Complexe comprenant cinq musées régimentaires indépendants de la King's Royal Hussars, Royal Hampshire Regiment, Royal Green Jackets Museum, The Gurkha Museum et Adjutant General's Corps                                                               |

## Musées fermés
- The Bear Museum, Petersfield, fermée en 2006
- God's House Tower Museum Of Archaeology, Southampton, fermée en 2011
- Ringwood Town & Country Experience, Ringwood, fermé pour une durée indéterminée
- The Wool House, fermée en 2012